# Busy Day at the Selig General Office
Busy Day at the Selig General Office è un cortometraggio muto del 1911, dove si racconta di un giorno passato alla Selig, la compagnia produttrice del film. Il nome del regista non viene riportato.

## Produzione
Il film fu prodotto dalla Selig Polyscope Company.

## Distribuzione
Distribuito dalla General Film Company, il film uscì nelle sale cinematografiche degli Stati Uniti nel 1911.